# Pholcus henanensis
Pholcus henanensis är en spindelart som beskrevs av Zhu och Mao 1983. Pholcus henanensis ingår i släktet Pholcus och familjen dallerspindlar. Inga underarter finns listade i Catalogue of Life.